# 貝可斯縣
貝可斯县（英語：Pecos County）是位於美国德克萨斯州西南部的一個郡，面積12,341平方公里。根據2020年美國人口普查，本縣共有人口15,193人。本縣縣治為斯托克頓堡。本縣是九個組成跨佩科斯區域的縣份之一。
本縣成立於1871年，而縣政府則成立於1875年3月9日；縣名以佩科斯河命名。

## 地理

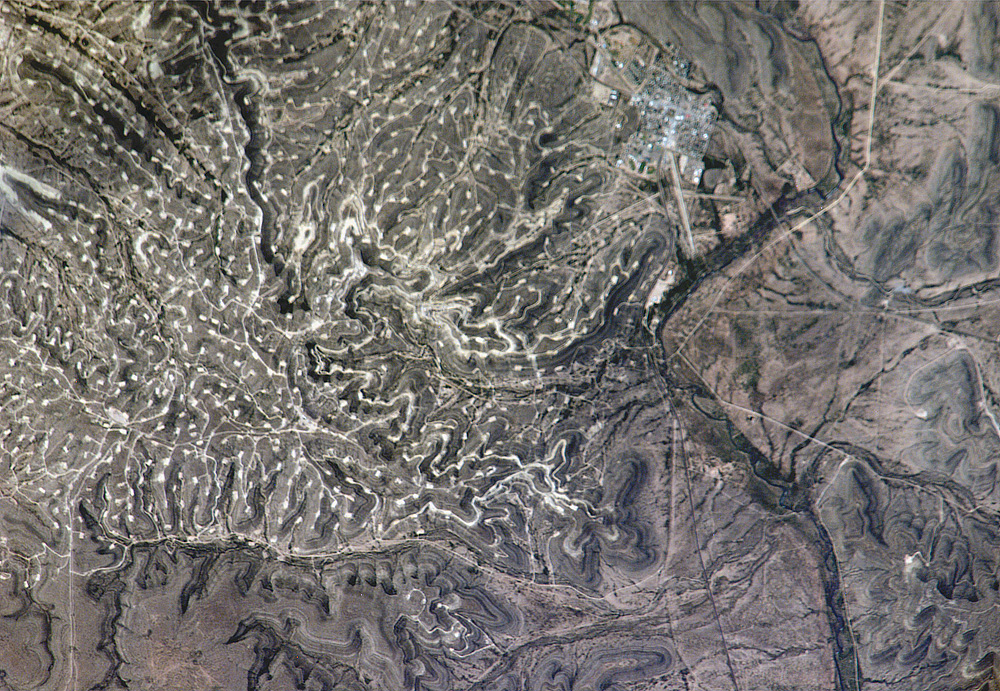
耶茨油田鳥瞰圖

根據2000年人口普查，希拉縣的總面積為4,765平方英里（12,340平方），其中有4,764平方英里（12,340平方），即99.98%為陸地；1平方英里（2.6平方），即0.02%為水域。本縣既是德克薩斯州面積第二大的縣份，亦是美國面積第73大的縣份。

### 耶茨油田
美國其中一個最大的油田耶茨油田（Yates Oil Field）係位於本縣內。耶茨油田的面積為41平方英里（110平方），其位置接近艾蘭。耶茨油田是於1926年被發現，至今已出產逾10億桶石油，且其石油蘊含量仍有逾10億桶。耶茨油田亦是人們於跨佩科斯區域中最早發現的油田。

### 毗鄰縣
因為貝可斯縣位於德克薩斯州中部，因此所有毗鄰縣皆為德克薩斯州的縣份。
- 沃德縣：北方
- 克倫縣：北方
- 克羅基特縣：東方
- 特勒爾縣：東南方
- 布魯斯德縣：西南方
- 傑夫·戴維斯縣：西方
- 里夫斯縣：西北方

## 人口
| 调查年             | 人口   | 备注 | %±     |
| ------------------ | ------ | ---- | ------ |
| 1880               | 1,807  |      | —      |
| 1890               | 1,326  |      | −26.6% |
| 1900               | 2,360  |      | 78.0%  |
| 1910               | 2,071  |      | −12.2% |
| 1920               | 3,857  |      | 86.2%  |
| 1930               | 7,812  |      | 102.5% |
| 1940               | 8,185  |      | 4.8%   |
| 1950               | 9,939  |      | 21.4%  |
| 1960               | 11,957 |      | 20.3%  |
| 1970               | 13,748 |      | 15.0%  |
| 1980               | 14,618 |      | 6.3%   |
| 1990               | 14,675 |      | 0.4%   |
| 2000               | 16,809 |      | 14.5%  |
| 2010               | 15,507 |      | −7.7%  |
| [ 8 ] [ 9 ] [ 10 ] |        |      |        |

根據2000年人口普查，貝可斯縣擁有16,809居民、5,153住戶和4,029家庭。其人口密度為每平方英里4居民（每平方公里1居民）。本縣擁有6,338間房屋单位，其密度為每平方英里1間（每平方公里1間）。而人口是由75.85%白人、4.39%非裔、0.42%原住民、0.51%亞裔、0.01%太平洋岛民、16.13%其他種族和2.69%混血构成。而西班牙裔或拉丁美洲裔佔了人口16.65%。61.05%人口的母語為西班牙语和6.29%為西阿帕奇語言。
在5,153住户中，有41%擁有一個或以上的兒童（18歲以下）、62.1%為夫妻、11.6%為單親家庭、21.8%為非家庭、19.6%為獨居、8.1%住戶有同居長者。平均每戶有2.86人，而平均每個家庭則有3.29人。在16,809居民中，有27.7%為18歲以下、13.8%為18至24歲、27.2%為25至44歲、20.5%為45至64歲以及10.8%為65歲以上。人口的年齡中位數為31歲，女子對男子的性別比為100：123.1。成年人的性別比則為100：132.1。
本縣的住戶收入中位數為$28,033，而家庭收入中位數則為$31,122。男性的收入中位數為$25,888，而女性的收入中位數則為$18,113，人均收入為$12,212。約18.1%家庭和20.4%人口在貧窮線以下，包括27.2%兒童（18歲以下）及16.3%長者（65歲以上）。

## 外部連結
- Pecos County government's website （页面存档备份，存于）
- PECOS COUNTY （页面存档备份，存于）
- Midland College/Williams Regional Technical Center (WRTTC) （页面存档备份，存于）